# Frank Osvald
Frank Osvald, født Frantisek Oswald Stein (født 20. juni 1924 i Prag, død 20. juli 1991 i København) var en dansk-tjekkoslovakisk journalist.

## Baggrund som flygtning
Han var søn af psykiater Bedrich Stein og hustru Berta, født Straka, i Teplitz, nu Teplice. Moderen død i KZ-lejr. Han opholder sig i Teplitz til 1939. 1939-45 i England. 1942-45 i Royal Air Force. Studier ved universitetet i London 1944-46 (BA).1946-49 studier, magister i filosofi og engelsk litteratur ved Karlsuniversitetet i Prag. 1950-52 uden fast erhverv, oversættelsesarbejde. Broder flygter i 1951 og er på Radio Free Europe i München.
1953-59 i fængsel for højforræderi da han nægter at skaffe broderen tilbage. Ud af fangelejr i 1959 og bliver fabriksarbejder. Støtte fra en dansk bekendt og Børge Outze, som skaffer passage til Danmark og arbejdstilladelse.

## Journalist i Danmark
Frantisek Oswald Stein skriver på Dagbladet Information under navnet Frank Osvald.
Efter få år i Danmark erhverver Frank Osvald sig et dansk sprog som overgår de fleste danskfødtes kollegers udtryksevne. Ved tragedien i 1968 da Tjekkoslovakiet bliver besat af Warszawapagten kaldes han til TV Avisen og rapporterer fra time til time. Det bliver til begyndelsen af en ny stil i TV avisen.
Frank Osvald bliver kendt gennem Danmarks Radio som en kommentator med stor viden. Programsekretær i Danmarks radio 1.1.1973. Medredaktør i radioens kultur og samfundsafdeling, Orientering P1. Hans arbejdsfelt bliver Storbritannien, Østeuropa, USA, kommunisme, venstre- og højrebevægelser, jødiske spørgsmål, racisme og samtidshistorie. Flere ophold i Storbritannien, rejser jævnligt til USA samt hele Øst- og Vesteuropa.
Har skrevet "Kampen om Czekoslovakiet – Fra Novotny til Husak" 1969.
Som journalist på Information tog han i 1970 initiativ til, at den tyske studenterleder, Rudi Dutschke, der efter et attentat i Berlin i 1968 levede i eksil i England, blev inviteret til Danmark (Århus Universitet) fra januar 1971. Dutschke stod til udvisning, efter at den konservative regering under Edward Heath kom til magten.
Boede på Baunegårdsvej 65 i Hellerup.